# Пињаре (Падова)
Пињаре је насеље у Италији у округу Падова, региону Венето.
Према процени из 2011. у насељу је живело 62 становника. Насеље се налази на надморској висини од 2 м.